# Charles Sprague Sargent
Charles Sprague Sargent (24 de abril de 1841, Boston - 22 de marzo de 1927) fue un botánico estadounidense.
Fue el segundo hijo de Ignatius Sargent (comerciante bostoniano y banquero de los ferrocarriles) y de Henrietta Gray. Creció en l agranja familiar de 53 ha en Brookline (condado de Norfolk (Massachusetts). Se licenció en Biología por la Universidad de Harvard en 1862. E ingresa al Ejército de la Unión, participando de la guerra de Secesión, y en 1865 deja la fuerza. Viaja por tres años por Europa. Y al regreso, y muy influenciado por sus dos primos Henry y H.H. Hunnewell, que lo inducen a transformar la propiedad familiar en un inmenso huerto.
De 1872 a 1873, enseña horticultura en la Harvard University.
El 28 de noviembre de 1873, se casa con Mary Allen Robeson. Tuvieron dos hijos y tres hijas, una de las cuales se casa con Guy Lowell.
Dirige el jardín botánico de 1873 à 1879 y dirige el "Arboretum Arnold "en 1872. Enseña arboricultura a partir de 1879.
Sargent organiza la colección Jesup de árboles estadounidenses del Museo Nacional de Historia Natural de la Institución Smithsoniana. Participa, en 1885, en dirigir la comisión encargada de la conservación de los bosques en los montes Adirondack. De 1896 à 1897, dirige la comisión organizada por la Academia Nacional de Ciencias encargada de estudiar la política forestal del gobierno federal.
Sargent fue autor de: Catálogo de los Árboles Forestales de EE.UU.; y sus Maderas; Flora Forestal de Japón; Silva de Norteamérica; Reporte de los Bosques de Norteamérica; Manual de los Árboles y Arbustos de Norteamérica.
Fue director de publicaciones de Garden and Forest de 1887 a 1897.

## Algunas publicaciones
- Catalogue of the Forest Trees of North America. Washington, D. C. 1880
- Pruning Forests and Ornamental Trees, tradujo del francés A. Des Cars. Boston, 1881
- Reports on the Forests of North America. Washington, 1884
- The Woods of the United States, with an Account of their Structure, Qualities, and Uses. New York, 1885
- The Silva of North America. 12 vols. Boston, 1882-'8.[1]

- La abreviatura «Sarg.» se emplea para indicar a Charles Sprague Sargent como autoridad en la descripción y clasificación científica de los vegetales.[2]